# Winston Loe
Winston Loe is een Surinaams leraar, schrijver, dichter en kunstschilder. Als songwriter was hij in 1983 winnaar van SuriPop en enkele jaren later van het Aidsfestival.

## Biografie
Winston Loe studeerde aan het Christelijk Pedagogisch Instituut en werd daarna leraar wiskunde, natuurkunde en aardrijkskunde. Hij is dichter en schrijver en verbonden aan het Surinaams Dichters- en Schrijversgenootschap (SDSG). Daarnaast is hij kunstschilder.
Samen met Powl Ameerali, Wim Bakker en Erik Refos maakte Ooft sinds eind jaren 1970 deel uit van Century.
In 1983 was het lied Net aleng zijn inzending voor SuriPop. Het werd gezongen door Rein Carrot en het won de eerste plaats. In de jaren tachtig won hij met Carla Lamsberg het Aidsfestival met het nummer Aids, no meki a lolo moro fara.
In aanloop naar de verkiezingen van 2015 trad hij met de oud-leden van Century op in Grun Dyari (V7), onder de groepsnaam Vrienden van het Front. Rond 1990 zong hij het memorabele lied Paramaribo, waarin hij kinderen verbeeldt die 's avonds in hun bedkleding nog waar de winkel van Omu Sneisi renden om nog iets te kopen.
Loe bleef ook later betrokken bij de Surinaamse muziekwereld. In 2018 en 2019 was hij een van de special guests tijdens het optreden van Powl Ameerali in Nederland. In 2019 scheef hij nog de single Youngu lobi voor de nieuwe cd van John Oldenstam.